# Hofgut Hermannstein

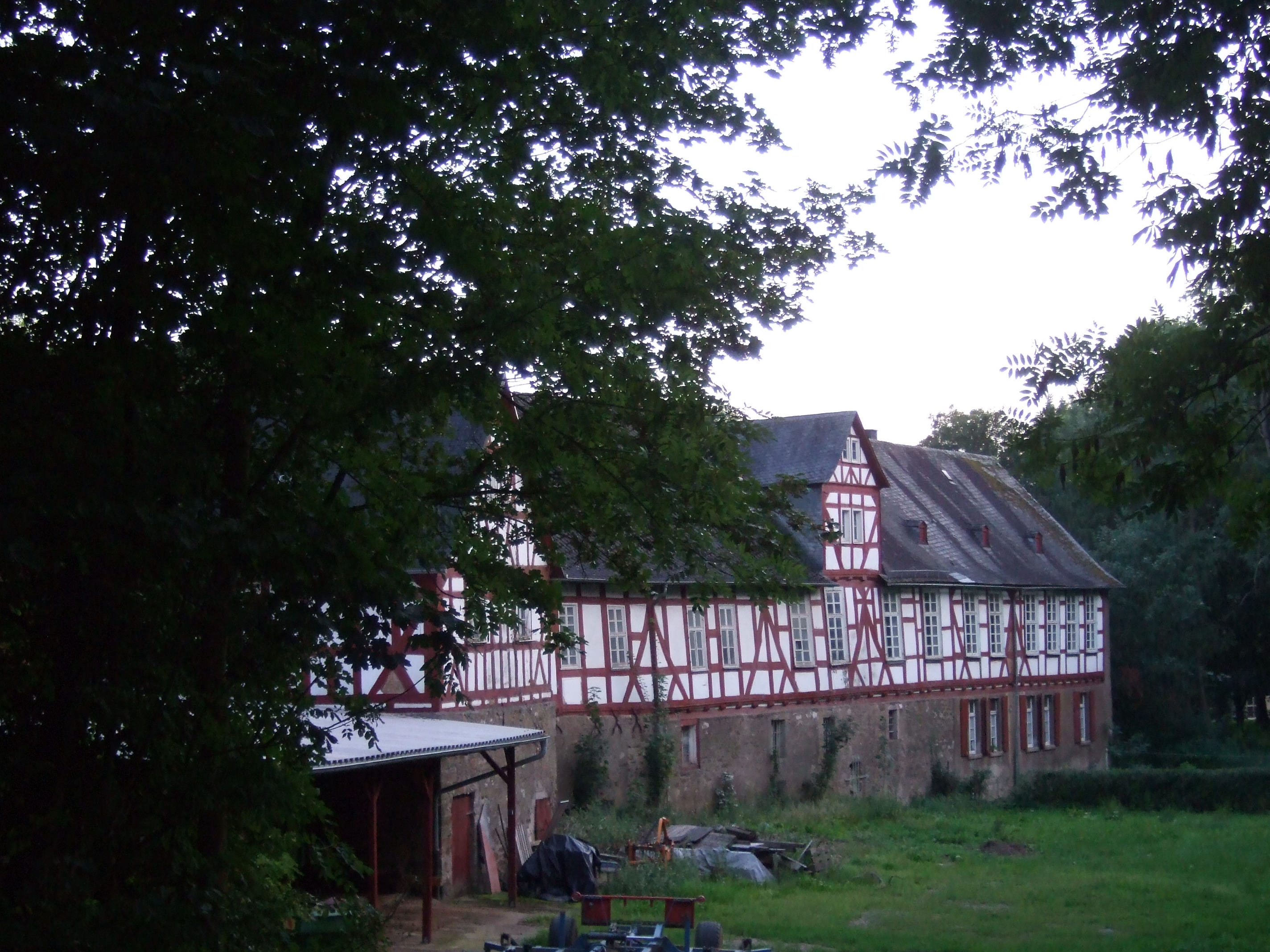
Das Hofgut Hermannstein

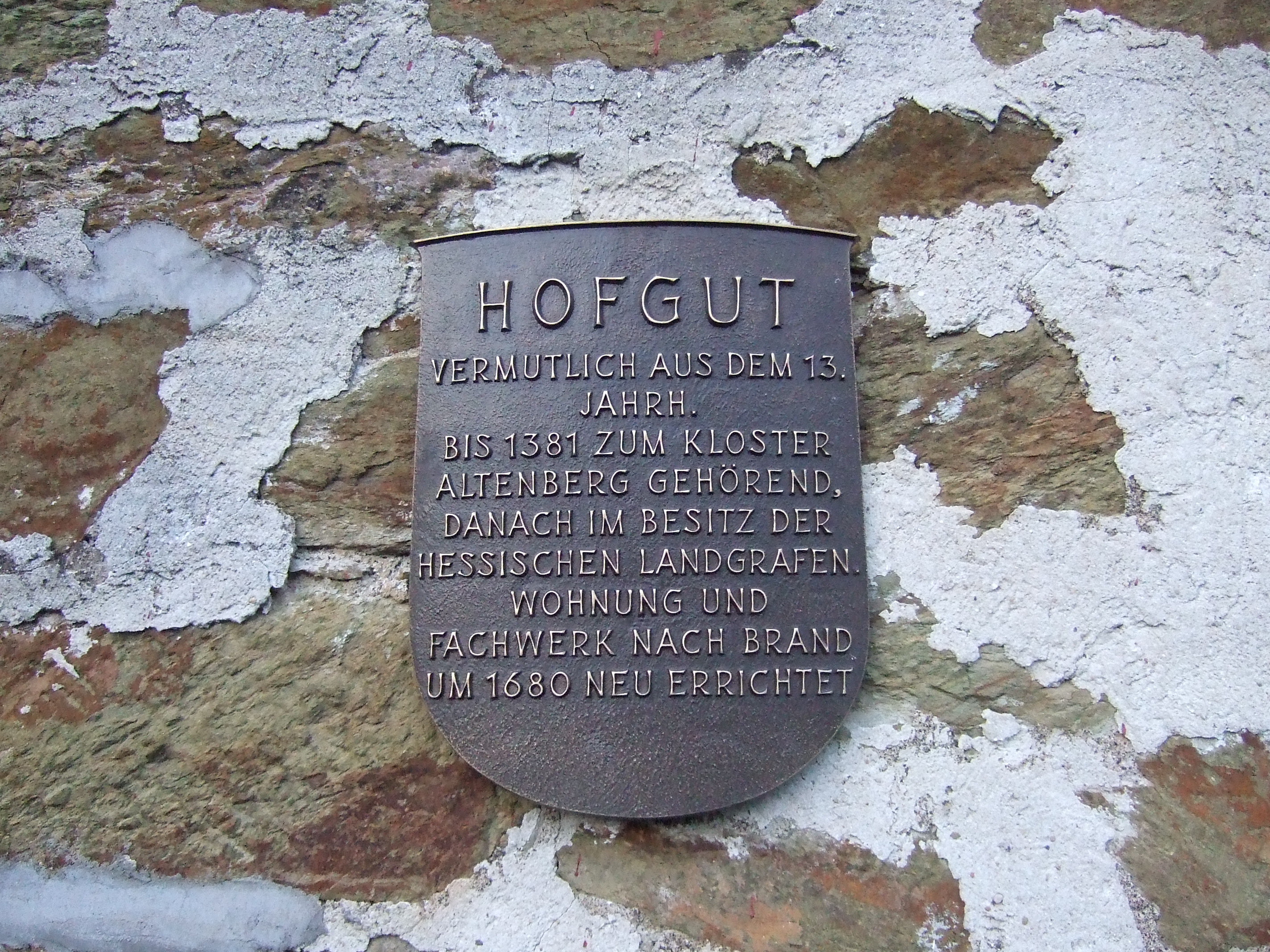
Plakette

Das Hofgut Hermannstein ist ein Gutshof im Wetzlarer Stadtteil Hermannstein in Mittelhessen.

## Geschichte
Der Hermannsteiner Hof stammt vermutlich aus dem 12. Jahrhundert und ist damit älter als die benachbarte Burg Hermannstein. Er gehörte zu Mulenheimer Zeit dem Kloster Altenberg. Am 30. April 1381 verkaufte ihn das Kloster für 500 Gulden an den Landgrafen Hermann II.
1481 erwarb Johann Schenk zu Schweinsberg die Burg Hermannstein mit allem Zubehör, mit Einwilligung des Landgrafen Heinrich III., und erhielt sie dann von Heinrich III. als ein an den Landgrafen heimfallendes Lehen. Ob die Schencken nach dieser Belehnung den Hof selbst bewirtschafteten, ist nicht mit Sicherheit anzugeben. Der Vertrag aus dem Jahre 1612, der die Hand- und Spanndienste regelte, könnte aber als Zeichen einer Eigenbewirtschaftung gedeutet werden.
Mindestens seit 1663 wurde der Hof von den Schencken zu Schweinsberg verpachtet. Der Pachtvertrag wurde für jeweils drei Jahre abgeschlossen.
Die jetzigen Gebäude des Hofgutes wurden nach einem großen Brand um 1680 errichtet.
Über Größe und jährlichen Ertrag (etwa 1900 Gulden) des Gutes wird erstmals in einem Verzeichnis aus dem Jahre 1780 berichtet. 1808 werden eine zum Hofgut gehörende Brauerei und ein neuer Pferde- und Ochsenstall erwähnt, für die die Schencken mehr als 7000 Gulden bezahlen mussten.
1920 wurde anlässlich eines Pächterwechsels eine größere Fläche des Hofgutes an Hermannsteiner Bauern verpachtet. Die wirtschaftliche Not nach dem Ersten Weltkrieg erweckte in vielen Hermannsteinern den Wunsch nach mehr Land. Freiherr Ferdinand Schenck zu Schweinsberg, der zu dieser Zeit im Hofgut wohnte, kam diesem Verlangen entgegen.
Die Familie Schenck zu Schweinsberg war bis 1959 Besitzer des Hofes. Infolge eines Ringtausches zwischen der Erbengemeinschaft Freiherr Schenck zu Schweinsberg, der Firmengruppe Buderus und der Gemeinde Hermannstein fiel das Hofgut an die Buderusschen Eisenwerke, die es bis 2013 von einem Pächter bewirtschaften ließen. Seitdem befindet sich das Hofgut wieder in Privatbesitz.

## Veranstaltungsstätte
Seit 2002 fungiert das Hofgut Hermannstein als Veranstaltungsort, unter anderem für die Wetzlarer Festspiele oder das Format „Hermannsteiner Herbstgarten“.